# Anton Straschimirow

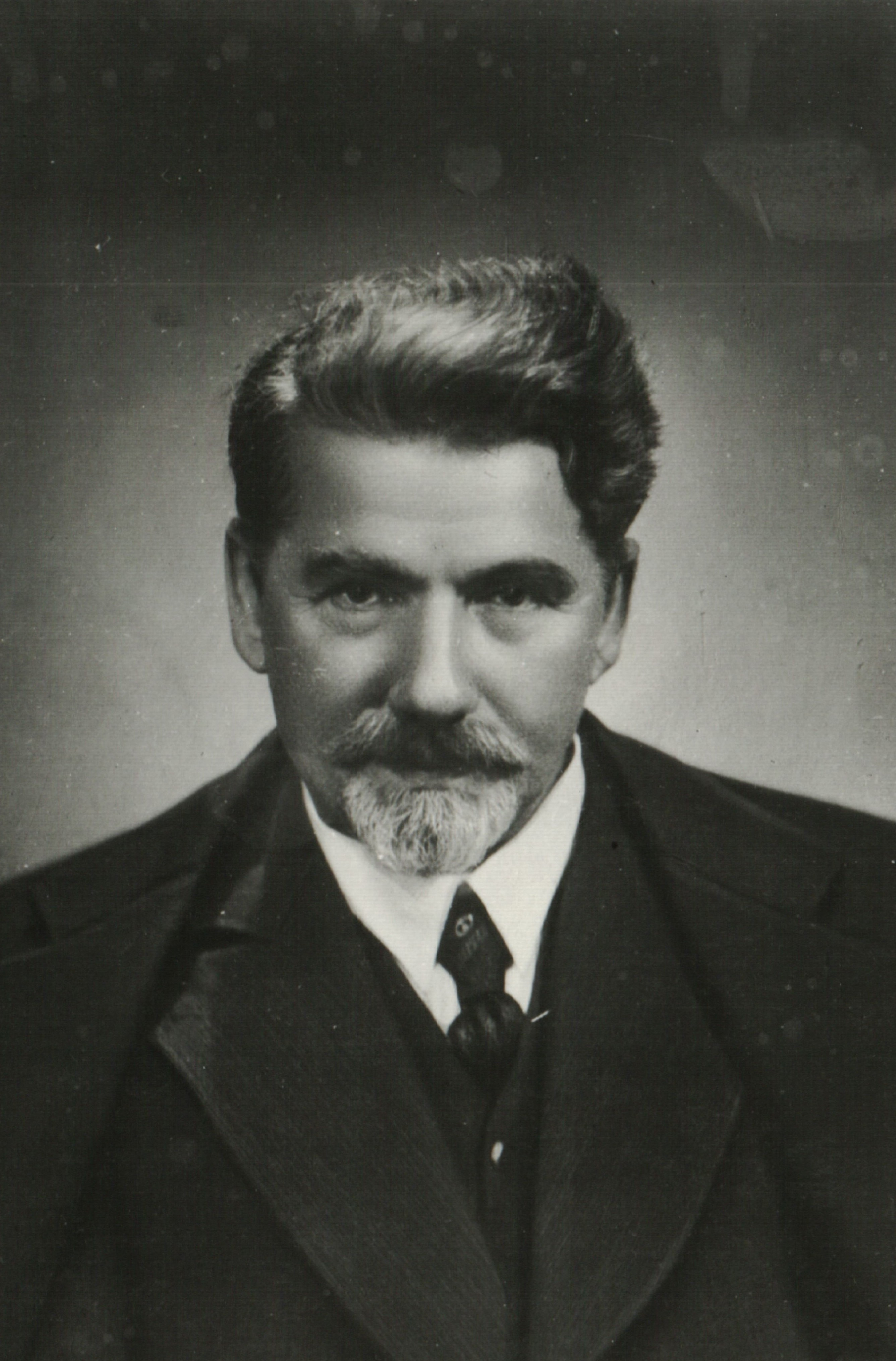
Anton Straschimirow

Anton Todorow Straschimirow (bulgarisch Антон Тодоров Страшимиров; * 27. Juni 1872 in Warna; † 7. Dezember 1937 in Wien) war ein bulgarischer Schriftsteller und Bruder des Historikers Dimitar Straschimirow.
Straschimirow verfasste Erzählungen, Bühnenstücke und Romane. Von 1896 bis 1898 lebte er in der Schweiz. In den Jahren 1926 und 1927 gab er die Zeitung Wedrina heraus. Er veröffentlichte auch Beiträge in der in Burgas erscheinenden Zeitung Burgaski far.

## Werke (Auswahl)
- Vampir, Drama, 1902
- Die Schwiegermutter, Komödie, 1906
- Reigentanz, Roman, 1926